# GWR Autocoach

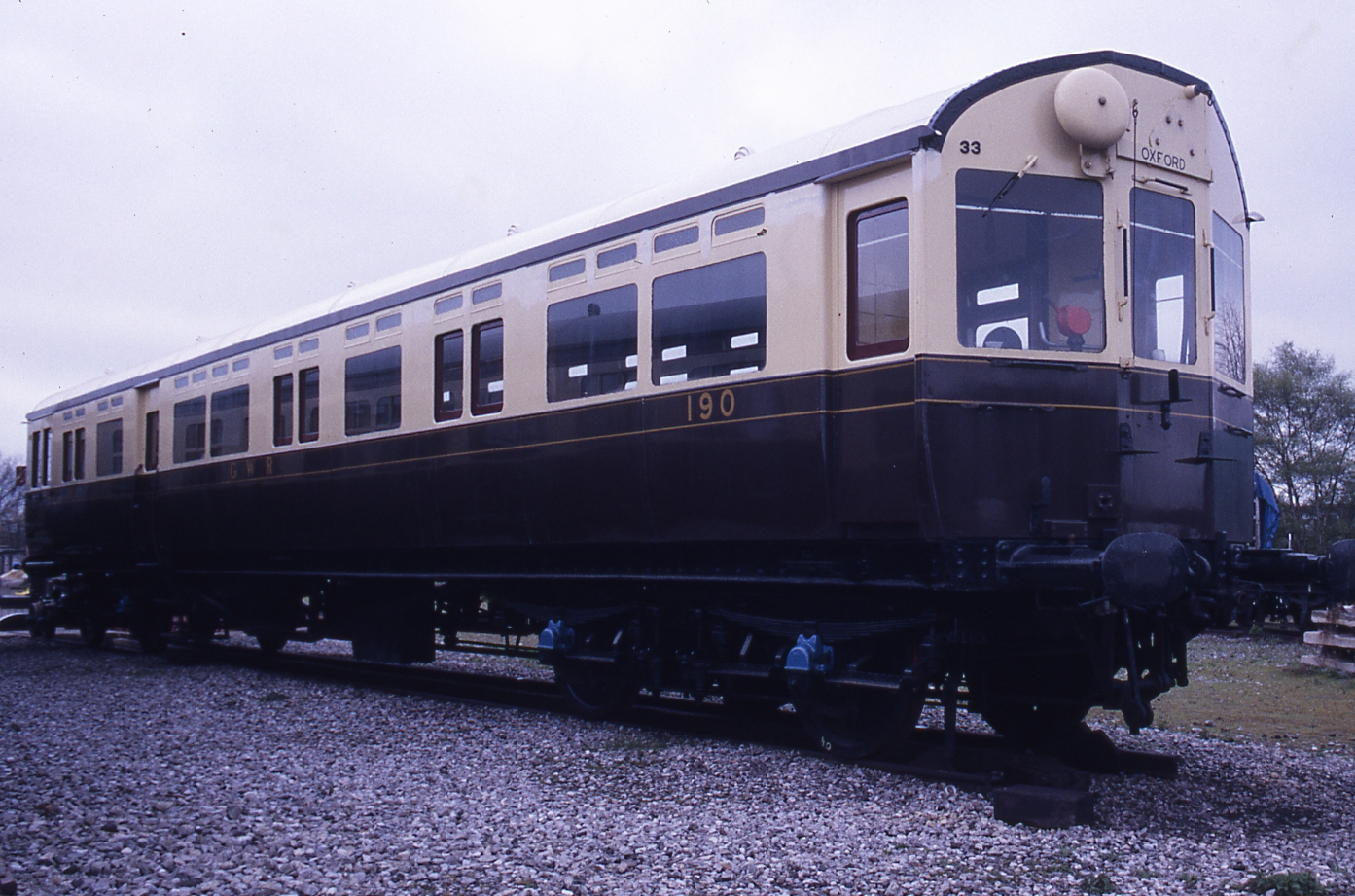
Автовагон № 190 на исторической железной дороге Didcot Railway Centre

GWR autocoach (автопоезд, буквально «авто-пассажирский вагон», также auto-trailer) — тип пассажирского железнодорожного вагона Большой западной железной дороги для работы «тяни-толкаем» без разворота и/или обгона и перецепки паровоза, с управлением из вагона. Ключевой особенностью автовагона является кабина машиниста в одном из концов.
Состав из автовагона и соответствующим образом оборудованного паровоза называется автопоездом (ранее — railmotor train «железнодорожный мотопоезд»). Подходящий паровоз называется «авто-оборудованным» (auto-fitted). Автовагон — предшественник головных прицепных вагонов моторвагонного подвижного состава.
Всего с 1904 по 1954 годы на Суиндонском заводе было построено 256 автовагонов, 15 из которых сохраняются в музеях. В связи с прекращением паровозной тяги на British Railways, эксплуатация вагонов была прекращена в 1964 году.

## Конструкция

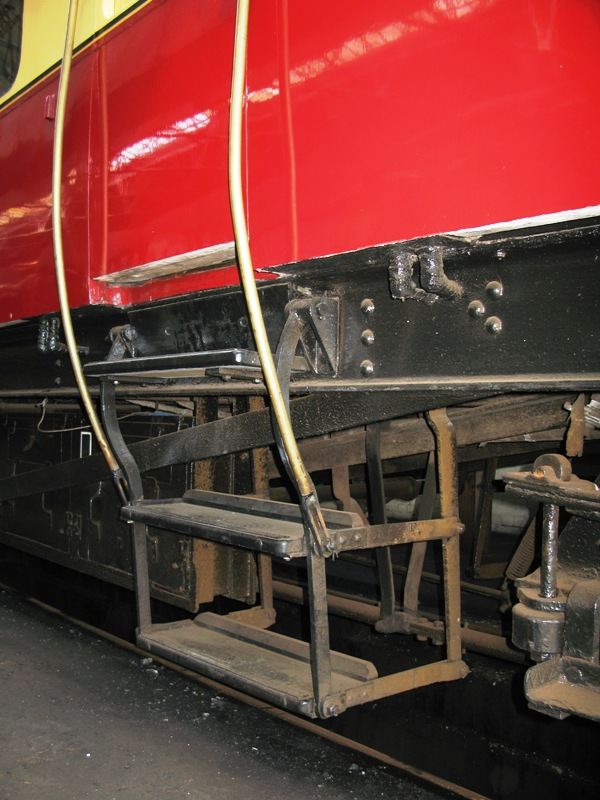
Шарнирная подножка для выходов низкие платформы

При движении автовагоном вперёд регулятор паровоза управлется из кабины вагона посредством специальных рычагов и вала под полом поезда, состоящего из шарнирно сочленённых секций (см. фотографии ниже). Также из кабины машинист управляет тормозами и звуковым сигналом. Кочегар остаётся на локомотиве и, продолжая следить за котлом, управляет отсечкой пара. Также у машиниста для звуковой сигнализации имеется гонг с приводом от педали, расположенный высоко над кабиной поезда. Машинист, кондуктор и кочегар общаются посредством электрифицированного звонка.

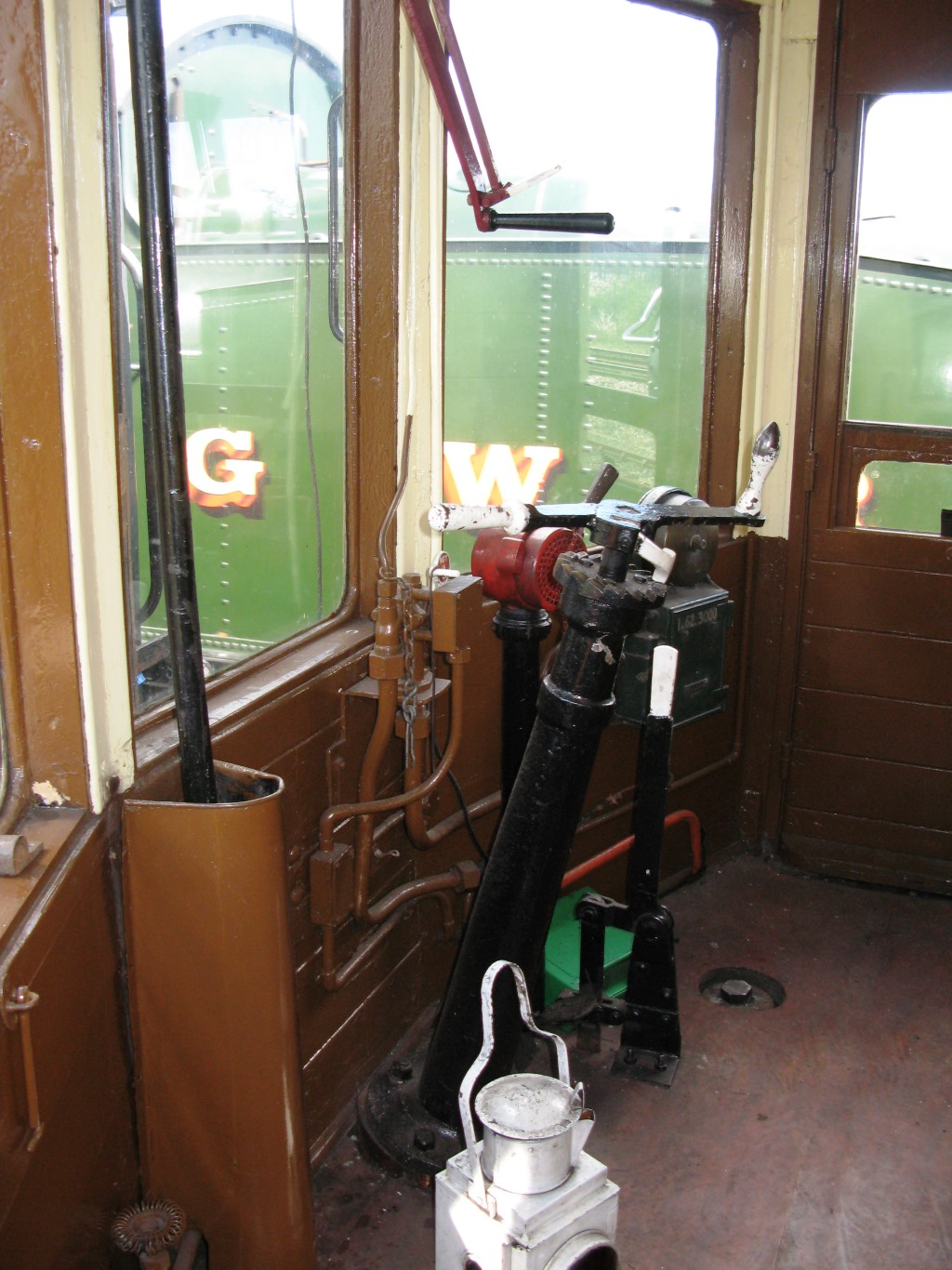
Рычаг управления регулятором в кабине вагона расположен сверху и посредством вертикальной тяги...
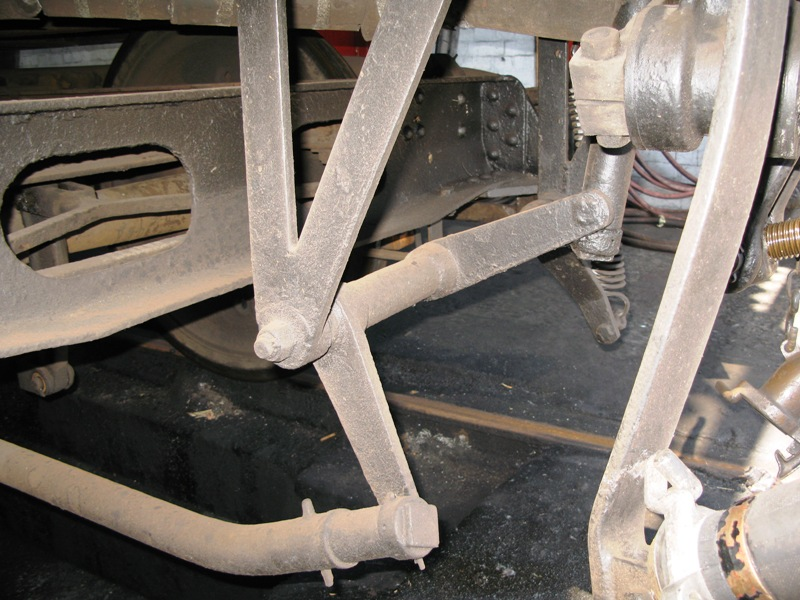
...поворачивает вал под полом вагона...
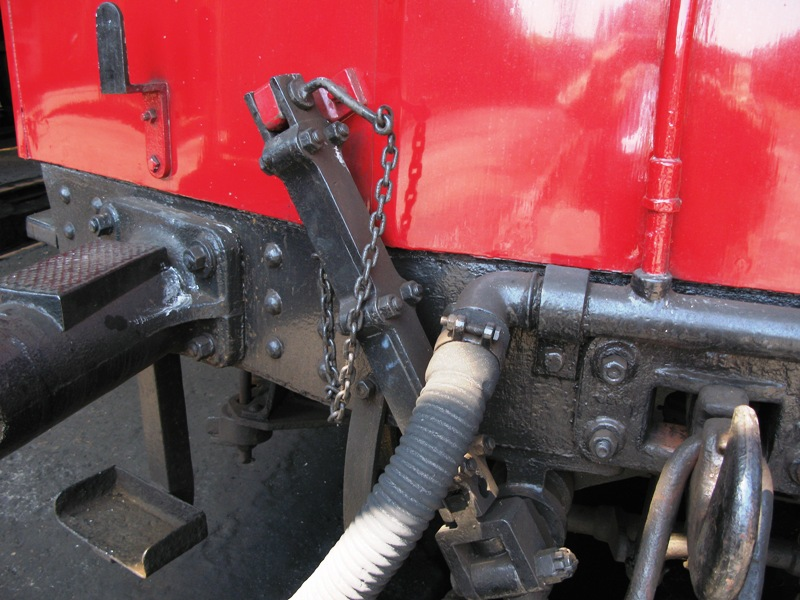
...который вращает стержень на заднем конце...
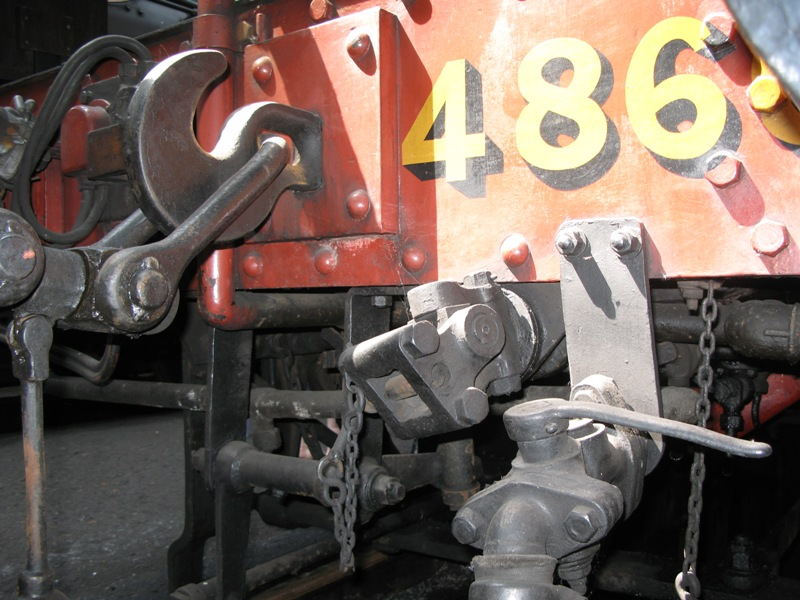
...соединённый с шарниром с валом управления регулятором на паровозе.

## В действии

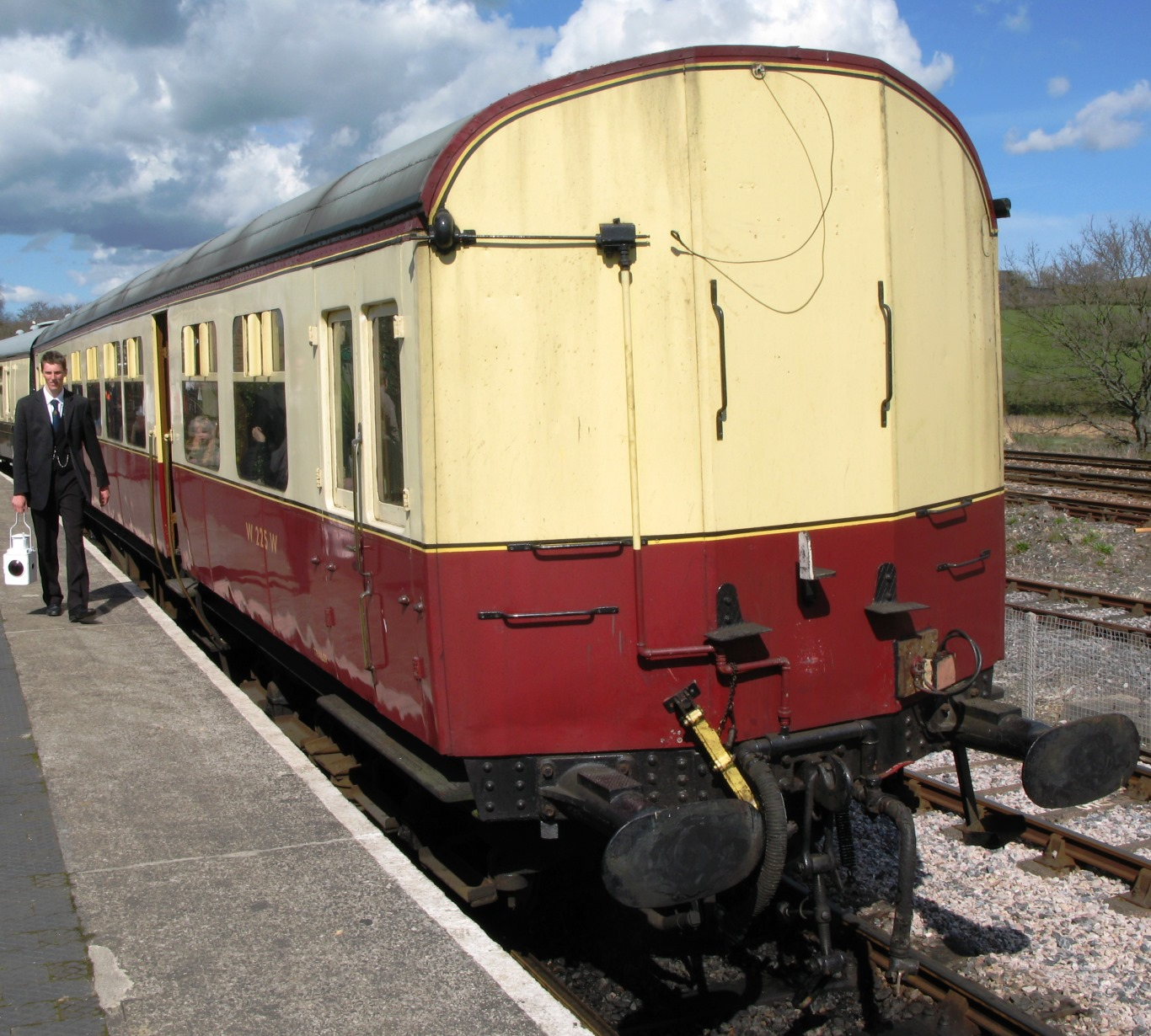
Бескабинный конец автопоезда W225 в ливрее British Railways на исторической железной дороге Южного Девона

Если было необходимо прицепить более одного автовагона, локомотив необходимо было располагать между ними, чтобы люфты в многочисленных сочленениях рычагов и валов не затрудняли управление. Сделать это было не всегда удобно, потому что не все поворотные круги позволяли разворачивать вагоны, так что паровозы работали с двумя и более автовагонами, прицепленными кабиной от локомотива спереди или сзади.
Многие пригородные поезда GWR вокруг Плимута были постоянными сцепами из четырёх автовагонов, по два впереди и позади паровоза. При начале их эксплуатации в 1906 году дорога предприняла попытку придать поездам униформный вид, уменьшив боковые танки и закрыв паровоз посредине поезда декоративным кожухом, по габаритам и окраске соответствующим вагонам, с фальшокнами. Таким образом были отделаны два 2021 Class и два 517 Class.

## Происшествия
- 15 апреля 1923 года вагон № 70 с паровозом № 215 лоб-в-лоб столкнулся с товарным поездом у деревни Карри-Ривел (Сомерсет) вследствие ошибки сигналиста. Пострадали девять человек[5].
- 16 ноября 1937 года порожний поезд на боковом пути между платформами №№ 2 и 3 у восточной горловины станции Илинг-Бродвей ожидал подачи к перрону для отправки в сторону Денэма. Машинист тронулся с места, из-за густого тумана не заметив, что маршрут не подготовлен: стрелки были в неверном положении, сигналы — запрещающие. В результате он врезался автовагоном в будку сигналиста. Пострадавший вагон (№ 211 Diagram A31, в августе 1935 года был переделан из парового вагона № 81 Diagram Q1). Вагон был восстановлен и списан только в марте 1959 года[6].

## Списки
| Год     | Diagram        | Партия | Номера        | Длина                  | Примечания | Сохранившиеся вагоны |
| ------- | -------------- | ------ | ------------- | ---------------------- | --- | --- |
| 1904    | A              | 1055   | 1             | 59 ф. 6 д. (18,14 м)   | | |
| 1904    | B              | 1055   | 2             | 70 ф. 3/4 д. (21,36 м) | | |
| 1905    | B, V, W, X, A4 | 1081   | 3–6           | 70 ф. 0 д. (21,34 м)   | | |
| 1905    | C              | 1087   | 7, 8          | 59 ф. 6 д. (18,14 м)   | | |
| 1905    | D, A11, A12    | 1090   | 9, 10         | 70 ф. 0 д. (21,34 м)   | | |
| 1905    | E, F           | 1097   | 11–13         | 70 ф. 0 д. (21,34 м)   | | |
| 1905    | G, G1, H       | 1097   | 14–17         | 52 ф. 3/4 д. (15,87 м) | | |
| 1906    | J, J1          | 1102   | 19–24         | 59 ф. 6 д. (18,14 м)   | | |
| 1905    | K, K1, Y, A5   | 1103   | 25–28         | 70 ф. 0 д. (21,34 м)   | | |
| 1906    | L              | 1108   | 29–34         | 70 ф. 0 д. (21,34 м)   | | |
| 1906    | M, M1, A8      | 1108   | 18, 35        | 54 ф. 3/4 д. (16,48 м) | | |
| 1907    | N              | 1126   | 36–41         | 59 ф. 6 д. (18,14 м)   | | № 38 на Телфордской исторической железной дороге                                                                                                  |
| 1906    | L              | 1127   | 42–47         | 70 ф. 0 д. (21,34 м)   | | |
| 1907    | O, S           | 1128   | 48            | 70 ф. 0 д. (21,34 м)   | Опытный | |
| 1907    | P              | 1130   | 49–52         | 70 ф. 0 д. (21,34 м)   | | |
| 1908    | L              | 1141   | 53–58         | 70 ф. 0 д. (21,34 м)   | | |
| 1908    | L              | 1143   | 59–70         | 70 ф. 0 д. (21,34 м)   | | |
| 1909    | Q              | 1160   | 71, 72        | 70 ф. 0 д. (21,34 м)   | | |
| 1909    | R              | 1161   | 73, 74        | 70 ф. 0 д. (21,34 м)   | | |
| 1911    | T              | 1190   | 75–80         | 70 ф. 0 д. (21,34 м)   | | |
| 1912    | U              | 1198   | 81–92         | 70 ф. 0 д. (21,34 м)   | | № 92 в Didcot Railway Centre работает с паровым вагоном                                                                                           |
| 1913    | Q              | 1224   | 93–95         | 70 ф. 0 д. (21,34 м)   | | |
| 1913    | R              | 1225   | 96–98         | 70 ф. 0 д. (21,34 м)   | | |
| 1915    | Z              | —      | 99–104        | 59 ф. 6 д. (18,14 м)   | Переделаны из паровых вагонов №№ 3–8                                                                                               | |
| 1917    | A6             | —      | 105, 106      | 57 ф. 3/4 д. (17,39 м) | Переделаны из паровых вагонов №№ 1, 2                                                                                              | |
| 1916–19 | A7             | —      | 107–112       | 59 ф. 6 д. (18,14 м)   | Переделаны из паровых вагонов №№ 9–14                                                                                              | |
| 1919–20 | A9             | —      | 113–124       | 59 ф. 6 д. (18,14 м)   | Переделаны из паровых вагонов №№ 17–28                                                                                             | |
| 1920–23 | A10            | —      | 125, 128–133  | 59 ф. 6 д. (18,14 м)   | Переделаны из паровых вагонов №№ 29, 32, 31, 33–36                                                                                 | |
| 1920    | A13            | —      | 126           | 70 ф. 0 д. (21,34 м)   | Переделан из парового вагона № 59                                                                                                  | |
| 1920    | A14            | —      | 127           | 70 ф. 0 д. (21,34 м)   | Переделан из парового вагона № 60                                                                                                  | |
| 1923    | A15            | —      | 136, 137      | 70 ф. 0 д. (21,34 м)   | Rebuilt from railmotor 46, 47 | |
| 1923    | A17            | —      | 134           | 70 ф. 0 д. (21,34 м)   | Переделан из парового вагона № 43                                                                                                  | |
| 1923    | A18            | —      | 135           | 70 ф. 0 д. (21,34 м)   | Переделан из парового вагона № 44                                                                                                  | |
| 1923    | A19            | —      | 138–140       | 70 ф. 0 д. (21,34 м)   | Переделаны из паровых вагонов №№ 50–52                                                                                             | |
| 1928    | A23            | —      | 146           | 70 ф. 0 д. (21,34 м)   | Переделан из парового вагона № 38                                                                                                  | |
| 1928    | A24            | —      | 147           | 59 ф. 6 д. (18,14 м)   | Переделан из парового вагона № 41                                                                                                  | |
| 1928    | A25            | —      | 148           | 70 ф. 0 д. (21,34 м)   | Переделан из парового вагона № 45                                                                                                  | |
| 1928    | A26            | —      | 149           | 70 ф. 0 д. (21,34 м)   | Переделан из парового вагона № 57                                                                                                  | |
| 1928    | A29            | —      | 150–153       | 70 ф. 0 д. (21,34 м)   | Переделаны из паровых вагонов №№ 61, 63, 67, 68                                                                                    | |
| 1928    | A26            | —      | 154–157       | 70 ф. 0 д. (21,34 м)   | Переделаны из паровых вагонов №№ 85, 87, 89, 90                                                                                    | |
| 1928    | A26            | —      | 158           | 70 ф. 0 д. (21,34 м)   | Переделан из парового вагона № 99                                                                                                  | |
| 1929    | A27            | 1394   | 159–170       | 59 ф. 6 д. (18,14 м)   | | № 163 на исторической железной дороге Южного Девона № 167 на железной дороге Хиннора и Принс-Рисборо № 169 на железной дороге Западного Сомерсета |
| 1930    | A28            | 1410   | 171–180       | 62 ф. 8 д. (19,10 м)   | | № 174 на Лланголленской железной дороге № 178 на железной дороге долины Северна                                                                   |
| 1930    | A26            | 1432   | 181–185       | 70 ф. 0 д. (21,34 м)   | Переделаны из паровых вагонов №№ 54, 56, 84, 95, 94                                                                                | |
| 1930    | A29            | 1432   | 186           | 70 ф. 0 д. (21,34 м)   | Переделан из парового вагона № 62                                                                                                  | |
| 1933    | A33            | 1480   | 187–196       | 62 ф. 8 д. (19,10 м)   | | № 190 в Didcot Railway Centre |
| 1934    | A23            | 1511   | 197, 198      | 70 ф. 0 д. (21,34 м)   | Переделаны из паровых вагонов №№ 39, 40                                                                                            | |
| 1934    | A26            | 1511   | 199, 200, 206 | 70 ф. 0 д. (21,34 м)   | Переделаны из паровых вагонов №№ 53, 58, 86                                                                                        | |
| 1934    | A29            | 1511   | 201           | 70 ф. 0 д. (21,34 м)   | Переделан из парового вагона № 69                                                                                                  | |
| 1934    | A31            | 1511   | 202–205       | 59 ф. 6 д. (18,14 м)   | Переделаны из паровых вагонов №№ 73, 74, 82, 83                                                                                    | |
| 1935    | A31            | 1521   | 207–209       | 59 ф. 6 д. (18,14 м)   | Переделаны из паровых вагонов №№ 75, 78, 79                                                                                        | |
| 1936    | A26            | 1542   | 210, 212–215  | 70 ф. 0 д. (21,34 м)   | Переделаны из паровых вагонов №№ 91, 93, 96–98                                                                                     | № 212 отреставрирован как паровой вагон в Didcot Railway Centre                                                                                   |
| 1936    | A31            | 1542   | 211           | 59 ф. 6 д. (18,14 м)   | Переделан из парового вагона № 81                                                                                                  | |
| 1936    | A31            | 1542   | 219           | 59 ф. 6 д. (18,14 м)   | Переделан из парового вагона № 76                                                                                                  | |
| 1938    | A34            | 1600   | 1668–1671     | 57 ф. 0 д. (17,37 м)   | Auto-fitted Brake Thirds | |
| 1951    | A38            | 1736   | 222–234       | 64 ф. 0 д. (19,51 м)   | № 232 переделан в салон 1-го класса на Дартмутской паровой железной дороге № 233 переделан в опытный вагон British Rail (см. ниже) | №№ 225, 228 и 233 на железной дороге Южного Девона № 231 в Didcot Railway Centre № 232 на железной дороге Бодмина и Уэнфорда                      |
| 1951    | A39            | 1736   | 220           | 64 ф. 0 д. (19,51 м)   | | |
| 1951    | A40            | 1736   | 221           | 64 ф. 0 д. (19,51 м)   | | |
| 1953    | A43            | 1766   | 235–244       | 64 ф. 0 д. (19,51 м)   | | № 238 Chaffinch на железной дороге долины Северна № 240 на железной дороге Южного Девона                                                          |
| 1953    | A44            | —      | 245–256       |                        | Переделаны из Brake Thirds 5491/95, 4015/16/05/19, 4343, 5871, 4358, 5875, 4351/45                                                 | |

### Авто-оборудованные паровозы
| Тип                   | Количество | Год постройки паровоза | Сохранившиеся          | Примечания                                                                     |
| --------------------- | ---------- | ---------------------- | ---------------------- | ------------------------------------------------------------------------------ |
| 455 Class 2-4-0T      | ок. 40     | 1869                   | –                      | Некоторые авто-оборудованы после 1905 года                                     |
| 517 Class 0-4-2T      | 86         | 1868                   | –                      | Некоторые авто-оборудованы после 1905 года                                     |
| 645 Class 0-6-0PT     | 1          | 1872                   | -                      | № 1522 авто-оборудован в апреле 1931 года, списан в ноябре 1937                |
| 1076 Class 0-6-0ST/PT | 21         | 1870                   | –                      | Некоторые авто-оборудованы после 1905 года                                     |
| 1854 Class 0-6-0PT    | 1          | 1890                   | -                      | № 1728 авто-оборудован в 1920-х, списан в феврале 1932                         |
| 2021 Class 0-6-0ST/PT | 27         | 1897                   | -                      | Некоторые авто-оборудованы после 1905 года                                     |
| 4575 Class 2-6-2T     | 15         | 1927                   | 5572                   | Некоторые авто-оборудованы в 1953 году                                         |
| 4800 Class 0-4-2T     | 75         | 1932                   | 1420, 1442, 1450, 1466 | Авто-оборудованные варианты 5800 Class позднее получили обозначение 1400 Class |
| 5400 Class 0-6-0PT    | 25         | 1930                   | –                      | Все авто-оборудованы                                                           |
| 6400 Class 0-6-0PT    | 40         | 1932                   | 6412, 6430, 6435       | Версия 5400 Class с колёсами меньшего диаметра, все авто-оборудованы           |

## Внешние ссылки
- Железная дорога Западного Сомерсета – Реставрация автовагона № 169 – фотогалерея со снимками скрытой конструкции